# Aubiac (Puèi Domat)
Aubiat és un municipi francès situat al departament del Puèi Domat i a la regió d'Alvèrnia-Roine-Alps. L'any 2007 tenia 820 habitants.

## Demografia

### Població
El 2007 la població de fet d'Aubiat era de 820 persones. Hi havia 322 famílies de les quals 82 eren unipersonals (37 homes vivint sols i 45 dones vivint soles), 94 parelles sense fills, 126 parelles amb fills i 20 famílies monoparentals amb fills.
La població ha evolucionat segons el següent gràfic:
Habitants censats

### Habitatges
El 2007 hi havia 380 habitatges, 329 eren l'habitatge principal de la família, 16 eren segones residències i 35 estaven desocupats. 368 eren cases i 10 eren apartaments. Dels 329 habitatges principals, 281 estaven ocupats pels seus propietaris, 43 estaven llogats i ocupats pels llogaters i 6 estaven cedits a títol gratuït; 14 tenien dues cambres, 39 en tenien tres, 70 en tenien quatre i 206 en tenien cinc o més. 265 habitatges disposaven pel capbaix d'una plaça de pàrquing. A 117 habitatges hi havia un automòbil i a 190 n'hi havia dos o més.

### Piràmide de població
La piràmide de població per edats i sexe el 2009 era:
| Homes | Edats   | Dones |
| ----- | ------- | ----- |
| 0     | 95 o +  | 4     |
| 4     | 90 a 94 | 0     |
| 0     | 85 a 89 | 12    |
| 0     | 80 a 84 | 0     |
| 8     | 75 a 79 | 16    |
| 12    | 70 a 74 | 28    |
| 20    | 65 a 69 | 12    |
| 20    | 60 a 64 | 32    |
| 12    | 55 a 59 | 12    |
| 28    | 50 a 54 | 20    |
| 52    | 45 a 49 | 32    |
| 20    | 40 a 44 | 28    |
| 28    | 35 a 39 | 20    |
| 16    | 30 a 34 | 24    |
| 12    | 25 a 29 | 20    |
| 28    | 20 a 24 | 16    |
| 36    | 15 a 19 | 12    |
| 8     | 10 a 14 | 16    |
| 36    | 5 a 9   | 12    |
| 24    | 0 a 4   | 16    |

## Economia
El 2007 la població en edat de treballar era de 531 persones, 399 eren actives i 132 eren inactives. De les 399 persones actives 369 estaven ocupades (200 homes i 169 dones) i 30 estaven aturades (11 homes i 19 dones). De les 132 persones inactives 42 estaven jubilades, 45 estaven estudiant i 45 estaven classificades com a «altres inactius».

### Ingressos
El 2009 a Aubiat hi havia 345 unitats fiscals que integraven 879 persones, la mediana anual d'ingressos fiscals per persona era de 19.210 €.

### Activitats econòmiques
Dels 22 establiments que hi havia el 2007, 1 era d'una empresa extractiva, 1 d'una empresa de fabricació d'altres productes industrials, 6 d'empreses de construcció, 6 d'empreses de comerç i reparació d'automòbils, 3 d'empreses de transport, 2 d'empreses d'hostatgeria i restauració, 1 d'una empresa d'informació i comunicació, 1 d'una empresa immobiliària i 1 d'una entitat de l'administració pública.
Dels 6 establiments de servei als particulars que hi havia el 2009, 1 era un paleta, 2 fusteries, 1 lampisteria i 2 electricistes.
L'any 2000 a Aubiat hi havia 38 explotacions agrícoles que ocupaven un total de 1.344 hectàrees.

## Equipaments sanitaris i escolars
El 2009 hi havia 2 escoles elementals.

## Poblacions més properes
El següent diagrama mostra les poblacions més properes.